# Nick Cannon (album)
Nick Cannon - debiutancki album amerykańskiego rapera, aktora Nicka Cannona. Został wydany 9 grudnia, 2003 roku nakładem wytwórni Jive Records. Kompozycja amerykańskiego rapera uplasowała się na 83. miejscu notowania Billboard 200 i 15. na Top R&B/Hip-Hop Albums.

## Lista utworów
1. "Get Crunk Shorty" (featuring Ying Yang Twins & Fat Man Scoop)
2. "Feelin' Freaky" (featuring B2K)
3. "Gigolo" (featuring R. Kelly)
4. "When Ever You Need Me" (featuring Mary J. Blige)
5. "You"
6. "I Used To Be In Love" (featuring Joe)
7. "My Rib" (featuring Anthony Hamilton)
8. "Attitude"
9. "Main Girl" (featuring Nivea)
10. "My Mic" (featuring Biz Markie)
11. "I Owe You"
12. "Your Pops Don't Like Me (I Really Don't Like This Dude)"